# Architectonica proestleri
Architectonica proestleri is een slakkensoort uit de familie van de Architectonicidae. De wetenschappelijke naam van de soort is voor het eerst geldig gepubliceerd in 2001 door Alf & Kreipl.